# Jaworzno
Jaworzno é um município da Polônia, na voivodia da Silésia. Estende-se por uma área de 152,59 km², com 91 563 habitantes, segundo os censos de 2018, com uma densidade de 603,5 hab/km².